# Emmanuel d'Alzon
Pour les articles homonymes, voir Alzon (homonymie).
Emmanuel d'Alzon, né le 30 août 1810 au Vigan (Gard) et mort à Nîmes le 21 novembre 1880, est un prêtre catholique français, vicaire général du diocèse de Nîmes, fondateur des congrégations des Augustins de l'Assomption et des Oblates de l'Assomption. Il a été reconnu vénérable par le pape Jean-Paul II en 1991.
Son nom fut donné à des collèges, lycées et écoles primaires dans le monde entier. Des sœurs oblates de l’Assomption (issues de la congrégation féminine qu’il a fondée) ont reçu la direction de plusieurs bâtiments éducatifs dont elles étaient les éducatrices (elles ne le sont plus)[réf. souhaitée]. La sœur dirigeant tous les bâtiments éducatifs se trouve à Paris[réf. souhaitée].

## Biographie
Emmanuel Joseph Marie Maurice Daudé d'Alzon est né le 30 août 1810 dans l'hôtel de La Condamine au Vigan dans les Cévennes, région fortement marquée par le protestantisme, et cette cohabitation avec une religion rivale, loin de le rendre plus fragile dans sa foi, ne fit que l’ancrer avec plus de force dans le catholicisme.
Après des études au séminaire de Montpellier puis à Rome, où il est ordonné prêtre le 26 décembre 1834, il revient en France où il est nommé vicaire général du diocèse de Nîmes, poste qu'il occupera pendant quarante-quatre ans, au service de quatre évêques successifs.
En 1844, il reprend à Nîmes le collège de l'Assomption, destiné aux enfants de l'aristocratie et qui est à l’origine de sa congrégation. Cette appellation est d'ailleurs caractéristique car l'Assomption n’était alors  qu'une croyance traditionnelle ; elle sera reconnue plus tard par un dogme chez les catholiques. Par son langage, volontiers populaire, et par ses idées, il s’oppose non seulement à l'anticléricalisme d'Anatole France ainsi qu'à Monseigneur Dupanloup, tel que le peint Renan, pour qui une bonne éducation classique était le complément naturel du catholicisme. Il collabore volontiers avec dom Guéranger, avec Louis Veuillot et avec d'autres militants du catholicisme. La Revue de l'enseignement chrétien, qu'il fonde et dirige, s’attache à réintroduire l'esprit chrétien dans les études classiques et, pour combattre le protestantisme dans la France du Sud, il crée l'association Saint-François-de-Sales.
Le jour de Noël 1845, il fonde la congrégation des Augustins de l'Assomption (ou « Assomptionnistes »), de spiritualité augustinienne et alzonienne. La congrégation obtient l’approbation diocésaine et le bref de louange en 1857. Elle est ensuite approuvée par le pape Pie IX, en 1864, et exprime son identité dans une règle de vie composée de la règle de saint Augustin et de constitutions propres.
Avec des prêtres de Nîmes, à la demande de Mgr Plantier, il vient à Rome chez le souverain pontife. C’est le commencement des grands pèlerinages français appelés pèlerinages nationaux, dont les directeurs furent pendant de nombreuses années des religieux de l'ordre fondé par le père d'Alzon.
Ses « alumnats », ou écoles apostoliques, permettent de faire faire des études à des enfants pauvres appelés au sacerdoce, lesquels, faute d’argent, n’auraient pu être admis dans les séminaires. Les pères de l’Assomption ouvrent quinze de ces maisons qui en vingt-cinq années fournissent plus de cinq cents prêtres au clergé séculier. Pour soutenir ce travail de charité, le père d'Alzon fonde l'association Notre-Dame-des-Vocations, enrichie de nombreuses indulgences par Pie IX et Léon XIII. La confrérie, par un diplôme du Saint-Siège, est établie canoniquement dans la chapelle de l'université de Nîmes, et reçoit l'approbation de nombreux évêques. Le père d'Alzon est très estimé des papes Grégoire XVI et Pie IX. En 1863, ce dernier l’envoie à Constantinople fonder des missions de la congrégation de l'Assomption en Orient. Pour répondre à cet appel précis, il fonde en 1865 la congrégation des Oblates de l'Assomption, religieuses missionnaires qui doivent collaborer avec les augustins de l'Assomption.
Il meurt le 21 novembre 1880 à Nîmes ; son évêque Mgr Besson écrit son éloge funèbre.
Plus d'une fois, la fonction épiscopale fut proposée au père d'Alzon, qui déclina toujours cet honneur, préférant se consacrer à sa congrégation.
Le père d'Alzon exerça une grande influence sur la vocation de certains de ses contemporains à l'exemple de Jean-Charles Arnal du Curel, futur évêque de Monaco.
Il était ami de l'abbé Théodore Combalot, qui fut l'un des inspirateurs de la construction de la statue colossale de Notre-Dame de France au Puy-en-Velay.

## Écrits
Les écrits d’Emmanuel d’Alzon sont majoritairement présentés par Georges Tavard dans le livre Textes spirituels. Ce sont aussi les Cahiers d’Alzon (publiés de 1952 à 1968) et les Premières Constitutions [de la congrégation des Augustins de l'Assomption] (1855-1865) qui sont toujours disponibles. Une homélie qu’il a prononcée à un service funèbre célébré en la cathédrale de Nîmes le 23 juin 1866 a également été éditée.

## Hommages

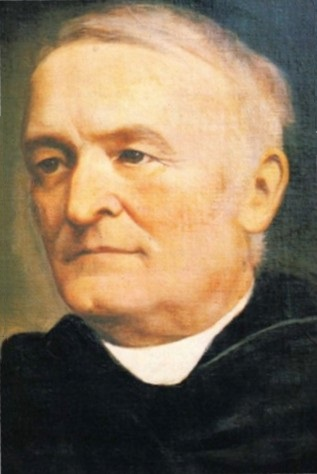
Tableau à Hulsberg (Pays-Bas), copie d'un original de Nicolas Vollier conservé à Santiago (au Chili). Maison provinciale assomptionniste.

Plusieurs établissements d'enseignement portent son nom dans divers pays :
- l’institut Emmanuel-d'Alzon à Nîmes (Gard), établissement catholique d’éducation privé (de la crèche à l'enseignement supérieur) dans l'enceinte duquel il est inhumé ; les établissements de Beaucaire, Le Grau-du-Roi et Vestric lui sont rattachés ;
- le collège d'Alzon à l'institution du Sacré-Cœur de La-Ville-du-Bois (Essonne) ;
- le collège d'Alzon à Bure (Tellin, Belgique), collège et lycée ;
- le « colegio Padre Manuel d'Alzon » à Lota (au Chili) ;
- le « colegio Emmanuel d'Alzon » à Bogota (en Colombie) ;
- l’institut d'Alzon à Butembo (république démocratique du Congo) d’enseignement secondaire ;
- l’institut supérieur Emmanuel-d'Alzon (ISEAB) à Butembo (république démocratique du Congo) ;
- la « Emmanuel d'Alzon Library » à Worcester (dans le Massachusetts, aux États-Unis), au sein de l’université de l'Assomption (en)  ;
- l’institut Emmanuel-d'Alzon à Saint-Médard-en-Jalles (Gironde), école primaire et collège.

En 1928, une statue d'Emmanuel d'Alzon a été érigée au prieuré Saint-Michel de Sart-les-Moines (à Charleroi, en Belgique) puis déplacée en 1955 au collège Saint-Michel du Chapois (Gosselies, section de la ville de Charleroi). Un jour, le doigt pointant le ciel de la statue se brise et depuis lors la confrérie du doigt d'Alzon organise annuellement l'Escorte du doigt d'Alzon. 
Emmanuel d'Alzon a été proclamé « vénérable » par le pape Jean-Paul II le 21 décembre 1991. Depuis, son procès en béatification se poursuit.

## Sources
- Retranscription de son acte de naissance  :

« L'an Mil huit cent-dix, le trente un août à dix heures du matin en la Maison commune, par-devant nous François Dortet de Tessan, maire et officier de l'État civil de la ville du Vigan - département du Gard, est comparu Monsieur André-Henri Daudé d'Alzon, propriétaire foncier, domicilié en cette ville, qui nous a présenté un enfant du sexe masculin, né le jour d'hier, à une heure et demie du soir, de lui déclarant et de Dame Marie-Jeanne-Clémence Faventine, son épouse, auquel il a déclaré vouloir donner les prénoms de Emmanuel-Marie-Joseph-Maurice, lesquelles présentation et déclaration ont été faites en présence des Sieurs David Fadat marchand et Marc Cadenat boulanger, tous deux majeurs et domiciliés en cette ville, et ont les père et témoins signé avec nous le présent acte de naissance après leur en avoir fait lecture. [signatures :] A. d'Alzon, Tessan, maire, Fadat, M. Cadenat. »
- Cet article est partiellement ou en totalité issu d’une traduction de l'article de l'Encyclopedia Catholica de 1911 (domaine public) en anglais intitulé « Augustinians of the Assumption ».
- Article de Romain Mazenod dans Le pèlerin no 6627 - Éditions Bayard - Page 46